# 14 يونيو
- السبت
- الأحد
- الاثنين
- الثلاثاء
- الأربعاء
- الخميس
- الجمعة

- 314 ذو الحجة 1446  هـ
- 15 ذو الحجة 1446  هـ
- 26 ذو الحجة 1446  هـ
- 37 ذو الحجة 1446  هـ
- 48 ذو الحجة 1446  هـ
- 59 ذو الحجة 1446  هـ
- 610 ذو الحجة 1446  هـ
- 711 ذو الحجة 1446  هـ
- 812 ذو الحجة 1446  هـ
- 913 ذو الحجة 1446  هـ
- 1014 ذو الحجة 1446  هـ
- 1115 ذو الحجة 1446  هـ
- 1216 ذو الحجة 1446  هـ
- 1317 ذو الحجة 1446  هـ
- 1418 ذو الحجة 1446  هـ
- 1519 ذو الحجة 1446  هـ
- 1620 ذو الحجة 1446  هـ
- 1721 ذو الحجة 1446  هـ
- 1822 ذو الحجة 1446  هـ
- 1923 ذو الحجة 1446  هـ
- 2024 ذو الحجة 1446  هـ
- 2125 ذو الحجة 1446  هـ
- 2226 ذو الحجة 1446  هـ
- 2327 ذو الحجة 1446  هـ
- 2428 ذو الحجة 1446  هـ
- 2529 ذو الحجة 1446  هـ
- 261 محرم 1447  هـ
- 272 محرم 1447  هـ
- 283 محرم 1447  هـ
- 294 محرم 1447  هـ
- 305 محرم 1447  هـ
- 16 محرم 1447  هـ
- 27 محرم 1447  هـ
- 38 محرم 1447  هـ
- 49 محرم 1447  هـ

14 يونيو أو 14 حُزيران أو 14 يونيه أو يوم 14 \ 6 (اليوم الرابع عشر من الشهر السادس) هو اليوم الخامس والستون بعد المئة (165) من السنوات البسيطة، أو اليوم السادس والستون بعد المئة (166) من السنوات الكبيسة وفقًا للتقويم الميلادي الغربي (الغريغوري). يبقى بعده 200 يوما لانتهاء السنة.

## أحداث
- 1800 - اغتيال القائد العسكري الفرنسي الجنرال كليبر في حديقة قصره بالقاهرة على يد الطالب الشامي الأزهري سليمان الحلبي.
- 1830 - القوات الفرنسية تنزل بميناء سيدي فرج لاحتلال الجزائر.
- 1846 - المستوطنون الأوروبيين في كاليفورنيا يقررون الثورة ضد الحكم المكسيكي والتي كانت جزءًا منه، وقد استغل الأمريكيون هذه الفرصة ودخلت قواتهم إليها وضمتها إلى الولايات المتحدة، إلى أن تنازلت عنها المكسيك عام 1848.
- 1900 - هاواي تصبح جزءًا من الولايات المتحدة.
- 1920 - البدء بتشييد سور الكويت الثالث وذلك بعد معركة حمض.
- 1934 - عقد أول لقاء قمة بين الزعيم الألماني النازي أدولف هتلر والزعيم الإيطالي الفاشستي بينيتو موسوليني، وهو اللقاء الذي فتح الباب أمام تحالف استراتيجي بين البلدين فيما عرف باسم محور برلين / روما، وهو المحور الذي خاض الحرب العالمية الثانية.
- 1940 -
  - القوات النازية تدخل العاصمة الفرنسية باريس.
  - الرئيس الأمريكي فرانكلين روزفلت يأمر بتجميد الأرصدة الفرنسية والألمانية.
- 1952 - تدشين أول غواصة نووية.
- 1962 - تأسيس المنظمة الأوروبية لأبحاث الفضاء.
- 1967 - المركبة الفضائية الأمريكية «ماينر» تتجه نحو كوكب الزهرة بحثًا عن أوجه الحياة.
- 1982 - نهاية الحرب بين إنجلترا والأرجنتين حول جزر فوكلاند.
- 1985 - منظمة تطلق على نفسها اسم «حركة المضطهدين في الأرض» تخطف طائرة TWA الرحلة رقم 847 المتجهة من أثينا إلى روما.
- 1989 - الملكة إليزابيث الثانية تمنح رئيس الولايات المتحدة الأسبق رونالد ريغان لقب فارس، وهو أرفع الألقاب في المملكة المتحدة وذلك بعد نحو نصف عام من خروجه من البيت الأبيض.
- 2000 - وزيرة الخارجية الأميركية مادلين أولبرايت تجتمع ببشار الأسد في دمشق عقب جنازة حافظ الأسد وتقول أنه متحمس لجهود السلام في الشرق الأوسط. اعتبرت زيارة أولبرايت وتصريحاتها إشارة إلى مباركة الولايات المتحدة لتوريث السلطة في سوريا.
- 2003 - حاكم إمارة رأس الخيمة الشيخ صقر بن محمد القاسمي يعزل ابنه الأكبر الشيخ خالد من ولاية العهد ويعين ابنه الشيخ سعود مكانه.
- 2007 - حركة حماس تسيطر بالقوة على قطاع غزة، ورئيس السلطة الوطنية الفلسطينية محمود عباس يصدر قرارًا بإقالة الحكومة برئاسة إسماعيل هنية ويعين سلام فياض رئيسًا لحكومة انتقالية.
- 2010 - مجلس النواب العراقي يعقد جلسة بروتوكلية هي الأولى منذ انتخابه في 7 مارس، وقد استمرت الجلسة عشر دقائق أدى خلالها النواب اليمين ورفعت بعدها لتبقى مفتوحة إلى حين اتفاق الكتل الفائزة على من يتولى رئاسة الجمهورية ورئاسة الوزراء ورئاسة مجلس النواب.
- 2012 - المحكمة الدستورية العليا في مصر تقضي بعدم دستورية قانون العزل السياسي والذي أقره مجلس الشعب لمنع ترشح من كان يعمل ضمن نظام الرئيس السابق محمد حسني مبارك بالانتخابات الرئاسية، كما أمرت المحكمة ببطلان عضوية ثلث أعضاء مجلس الشعب وذلك للأعضاء المنتخبين على المقاعد الفردية وهذا ما يعني حسب الحكم بحل المجلس كاملًا.
- 2013 - فيضان يضرب ولاية أوتاراخند في الهند تؤدي إلى مقتل 5700 شخص وفقدان أكثر من 20000 شخص.
- 2017 -
  - وفاة 17 شخصا وإصابة 77 أخرين بسبب حريق إندلع في برج غرينفيل في العاصمة البريطانية لندن.
  - البرلمان المصري يقر سيادة السعودية على جزيرتي تيران وصنافير بالأغلبية.
- 2018 -
  - افتتاح بطولة كأس العالم لكرة القدم 2018 المقامة في روسيا.
  - تشكيل الحكومة الأردنية الجديدة برئاسة عمر الرزاز بعد صدور الإرادة الملكية.
- 2023 - مقتل 82 من المهاجرين غير الشرعيين على الأقل وإنقاذ 104 آخرين واعتبار مئات آخرين في عداد المفقودين بعد غرق مركب يُقِلُّهم قبالة ساحل بيلوس باليونان.

## مواليد
- 1736 - شارل أوغستان دي كولوم، عالم فيزياء فرنسي.
- 1811 - هيريت ستو، روائية أمريكية.
- 1856 - آندريه ماركوف، عالم رياضيات روسي.
- 1864 -
  - ألويس ألزهايمر، عالم نفس وباثولوجيا عصبية ألماني عرف باكتشافه مرض آلزهايمر.
  - سلمان المحسني، فقيه وشاعر عربي إيراني.
- 1868 - كارل لاندشتاينر، طبيب وعالم نمساوي في علم الأحياء حاصل على جائزة نوبل في الطب عام 1930.
- 1871 - فيدور توكاريف، مصمم أسلحة روسي، ونائب رئيس مجلس السوفيت الأعلى.
- 1899 - ياسوناري كواباتا، روائي ياباني حاصل على جائزة نوبل في الأدب عام 1968.
- 1928 - تشي جيفارا، ثائر كوبي.
- 1930 - بورا كوستيتش، لاعب كرة قدم صربي.
- 1940 - زبيدة ثروت، ممثلة مصرية.
- 1946 - دونالد ترامب، رئيس الولايات المتحدة الخامس و الأربعون.
- 1950 - روان ويليامز، زعيم الكنيسة الأنجليكانية.
- 1966 - سيمون، ممثلة ومغنية مصرية.
- 1969 - شتيفي غراف، لاعبة كرة مضرب ألمانية.
- 1976 -
  - ماسيمو أودو، لاعب كرة قدم إيطالي.
  - تاكاهيرو ميزشيما، ممثل أداء صوتي ياباني.
- 1979 - طوني عيسى، ممثل لبناني.
- 1981 - إيلانو، لاعب كرة قدم برازيلي.
- 1984 - كريم محمود عبد العزيز، ممثل مصري.
- 1989 - لوسي هيل، ممثلة ومغنية أمريكية.

## وفيات
- 1800 -
  - الجنرال كليبر، قائد عسكري فرنسي.
  - لويس شارل أنطوان دوزيه، عسكري فرنسي.
- 1837 - جاكومو ليوباردي، شاعر إيطالي.
- 1907 - ويليام لي بارون جيني، معماري أمريكي.
- 1918 - إدوارد آربر، إحاثي إنجليزي.
- 1958 - أحمد محمد شاكر، عالم مسلم مصري.
- 1968 - سالفاتوري كوازيمودو، شاعر إيطالي حاصل على جائزة نوبل في الأدب عام 1959.
- 1986 - خورخي لويس بورخيس، كاتب وشاعر أرجنتيني.
- 2007 - كورت فالدهايم، رئيس النمسا التاسع وأمين عام الأمم المتحدة الرابع.
- 2008 - مها الصالح، ممثلة ومخرجة سورية.
- 2012 - فريال صالح، مذيعة مصرية.

## أعياد ومناسبات
- اليوم العالمي للمتبرعين بالدم.
- عيد التحرير في جزر فوكلاند.
- عيد العلم في الولايات المتحدة.

## وصلات خارجية
- وكالة الأنباء القطريَّة: حدث في مثل هذا اليوم.
- النيويورك تايمز: حدث في مثل هذا اليوم.
- BBC: حدث في مثل هذا اليوم.